# José Sério
Pour les articles homonymes, voir Serio.
José Sério, de son nom complet José Carvalho Sério, est un footballeur portugais né le 5 mars 1922 à Lisbonne et mort le 3 décembre 2010. Il évoluait au poste de gardien de but.

## Biographie

### En club
Formé au CF Belenenses, José Sério est d'abord gardien de but en divisions inférieures à Paço de Arcos,.
Il revient à Belenenses en 1944 et découvre la première division portugaise lors de la saison 1945-1946,.
Il dispute une finale de Coupe du Portugal en 1948. Belenenses s'incline en finale contre le Sporting CP,.
Avec Belenenses, José Sério dispute un total de 146 matchs en première division portugaise,.
Il raccroche les crampons après la saison 1954-1955,.

### En équipe nationale
International portugais, il reçoit une unique sélection en équipe du Portugal le 21 mars 1948, il dispute un match amical contre l'Espagne (défaite 0-2 à Madrid).